# Kanji Okunuki
Kanji Okunuki (jap. 奥抜 侃志 ur. 11 sierpnia 1999 w Tochigim) – japoński piłkarz, grający na pozycji ofensywnego pomocnika lub cofniętego napastnika klubu 1. FC Nürnberg.

## Statystyki
| Klub               | Sezon              | Liga               | Liga  | Liga   | Puchar kraju | Puchar kraju | Kontynentalne | Kontynentalne | Inne  | Inne   | Suma  | Suma   |
| Klub               | Sezon              | Liga               | Mecze | Bramki | Mecze        | Bramki       | Mecze         | Bramki        | Mecze | Bramki | Mecze | Bramki |
| ------------------ | ------------------ | ------------------ | ----- | ------ | ------------ | ------------ | ------------- | ------------- | ----- | ------ | ----- | ------ |
| Omiya Ardija       | 2018               | J2 League          | 7     | 0      | 0            | 0            | –             | –             | 1     | 0      | 8     | 0      |
| Omiya Ardija       | 2019               | J2 League          | 25    | 5      | 1            | 0            | –             | –             | 1     | 0      | 26    | 5      |
| Omiya Ardija       | 2020               | J2 League          | 23    | 5      | 0            | 0            | –             | –             | –     | –      | 23    | 5      |
| Omiya Ardija       | 2021               | J2 League          | 17    | 3      | 0            | 0            | –             | –             | –     | –      | 17    | 3      |
| Omiya Ardija       | 2022               | J2 League          | 19    | 1      | 2            | 0            | –             | –             | –     | –      | 21    | 1      |
| Omiya Ardija       | Łącznie            | Łącznie            | 91    | 14     | 3            | 0            | 0             | 0             | 2     | 0      | 96    | 14     |
| Górnik Zabrze      | 2022/2023          | Ekstraklasa        | 18    | 3      | 2            | 0            | –             | –             | –     | –      | 20    | 3      |
| Górnik Zabrze      | Łącznie            | Łącznie            | 18    | 3      | 2            | 0            | 0             | 0             | 0     | 0      | 20    | 3      |
| Ogólnie w karierze | Ogólnie w karierze | Ogólnie w karierze | 109   | 17     | 5            | 0            | 0             | 0             | 2     | 0      | 116   | 17     |